# Bermudas nos Jogos Olímpicos de Verão de 2016
Bermudas participou dos Jogos Olímpicos de Verão de 2016, que foram realizados na cidade do Rio de Janeiro, no Brasil, entre os dias 5 e 21 de agosto de 2016.

## Natação
| Atleta          | Prova      | Eliminatórias | Eliminatórias | Semifinal   | Semifinal   | Final       | Final       |
| Atleta          | Prova      | Tempo         | Pos.          | Tempo       | Pos.        | Tempo       | Pos.        |
| --------------- | ---------- | ------------- | ------------- | ----------- | ----------- | ----------- | ----------- |
| Julian Fletcher | 100m peito | 1:02,73       | 40º           | Não avançou | Não avançou | Não avançou | Não avançou |